# Xaalys
Xaalys est une fintech française dédiée aux adolescents de 12 à 17 ans créée en avril 2017 et qui a démarré la commercialisation de son offre le 15 avril 2019. La société a obtenu un agrément d'agent prestataire de service de paiement délivré par l’ACPR (Autorité de contrôle prudentiel et de résolution) le 25 janvier 2019.
Xaalys travaille en partenariat avec l'institut pour l'éducation financière du public (Finance pour tous) et le groupe MasterCard. La société met à disposition des enfants une carte MasterCard à autorisation systématique fonctionnant dans le monde entier, un compte de paiement (associés à un RIB) ainsi que des fonctionnalités pour gérer son argent. Les parents disposent également d'une interface mobile pour alimenter le compte de l'enfant, suivre et contrôler ses dépenses.

## Historique
La société a été créée en avril 2017 par Diana Brondel. Le nom Xaalys, qui veut dire « argent » en Wolof, est un clin d’œil et un hommage à ses origines sénégalaises.
En janvier 2018, la start-up lève 450 000 euros auprès de business angels français pour développer l'application mobile Xaalys et lancer ses opérations. Xaalys intègre quelques jours après la première promotion de start-ups du Swave, le nouvel incubateur de Paris&Co dédié aux fintechs et à l'innovation responsable et durable.
En janvier 2019, Xaalys obtient, auprès de l'ACPR, un agrément d'agent prestataire de service de paiement et est enregistrée sur le registre REGAFI.
En avril 2019, la société lance officiellement la commercialisation de l'offre et remporte le concours de pitch de la 4e édition de Fintech R:Evolution .
En juin 2019, Xaalys est finaliste du concours de créateurs d'entreprise à la télévision et à la radio BFM Académie de BFM Business et termine en 2ème position aux côtés de Rocket School, Listen Leon et Paris fashion shops.

## Entreprise
La société opère entre Paris et Dakar avec une équipe technique de développement basée à Dakar et une équipe opérationnelle à Paris pour accompagner les clients.
Les équipes opérationnelles de Xaalys sont basées dans les Hauts de Seine à la Défense[réf. nécessaire].
En octobre 2018, Diana Brondel est identifiée par le magazine Forbes parmi les 92 femmes bouleversant la technologie en France.
En avril 2018, Xaalys intègre le classement Challenges des 100 meilleures start-ups où investir.
L'entreprise est radiée le 17 mai 2024 du Registre National des Entreprises. Elle n'a donc depuis cette date plus d'activité.